# Trovador Codina
Joaquín Codina (Manzanillo, Cuba; 2 de julio de 1907 - La Habana; 4 de mayo de 1975), más conocido como el trovador Codina, fue un cantante y guitarrista cubano. 
Codina, junto a otros trovadores, dio a conocer temas del cancionero tradicional apartándose de la forma tradicional de interpretación del bolero, imponiendo el estilo de solista autoacompañado en oposición a la tendencia interpretativa de dúos, dominante hasta el momento en la música popular cubana. Como guitarrista, poseía un estilo muy particular caracterizado por hacer la armonía con las cuerdas más agudas mientras ejecutaba la melodía con los bordones.

## Biografía
Nació en Manzanillo, Santiago de Cuba, el 2 de julio de 1907. Poseedor de la profesión de tenedor de libros, a partir de 1932, se instaló en la ciudad de La Habana, donde adquirió popularidad por sus presentaciones en la radio, dándose a conocer con el nombre de «Trovador Codina». 
Amén de la radio, donde a veces se presentaba más de una vez el mismo día, realizó múltiples presentaciones en clubes nocturnos de la ciudad, difundiendo con su particular estilo el cancionero tradicional cubano. 
Codina murió en La Habana el 4 de mayo de 1975.

## Grabaciones
Codina grabó unas veinticinco canciones recopiladas en dos discos de larga duración realizados para la casa discográfica Gema a finales de la década de los 50's.